# Сиреневый туман
«Сиреневый туман» — песня, получившая широкую известность в 1989—1991 годах в исполнении Владимира Маркина.

## История
Сама песня была известна и ранее, однако доподлинно неизвестно время её появления. Ранее песню исполняли другие музыканты, существует вариант в исполнении Аркадия Северного, записанный в 1977 году.
По собственным воспоминаниям, сам Маркин впервые услышал песню в середине 1980-х годов. В квартире у Андрея Макаревича на Ленинском проспекте один из гостей, Александр Градский, исполнил куплет из этой песни. Маркину он понравился, и он попытался узнать, кто был автором этой песни, однако Градский знал лишь только то, что песня относится к «городскому фольклору середины XX века». Тогда Маркин решил песню воссоздать, собрав из всех версий около пятидесяти куплетов и выделив из них четыре, логически связанных между собой. Аранжировка была сделана двумя музыкантами за четыре часа.
Позже на эту песню по сценарию Маркина был снят клип, где были собраны кадры различной кинохроники. Из 30 часов видеоматериала были выбраны самые яркие моменты на три минуты. После показа клипа в программе Владимира Молчанова «До и после полуночи» Маркин проснулся «ещё более знаменитым».

## Проблема авторства
Вдова Михаила Матусовского Евгения Акимовна заявила, что песню написал Михаил Львович в 1936 году для студенческого вечера в Литинституте. Согласно её утверждению, автором музыки был Ян Сашин. В Российском авторском обществе вдова Матусовского Евгения Акимовна зарегистрировала авторство на мужа.
Друг юности Матусовского, поэт Лев Ошанин, заявил, что в Литинституте его песня звучала иначе, а как тогда звучала мелодия, вообще никто не помнил. Вспоминая о Матусовском, Ошанин писал: «Помню, как ещё в Литинституте в 1936—37 годах он напевал: „Прощайся с девушкой, уходит поезд, Прощайся с девушкой, второй звонок…“».
Претензии на авторство предъявлял также Михаил Липатов, сын композитора Юрия Липатова. Он утверждал, что автором песни был его отец, а её изначальным названием было «Дорожное танго». В начале 2000-х годов была найдена жительница посёлка Лев Толстой Липецкой области Нина Глухова. По версии Михаила Липатова, эта песня была написана Юрием Липатовым в 1946 году и была посвящена ей. В качестве подтверждения, Михаил Юрьевич приводил данные из архива своего отца, в котором песня значилась как «Дорожное танго. Посвящается Ниночке Глуховой». Сам Липатов якобы из скромности не говорил, что он написал эту песню, однако по словам родственников, он добивался регистрации песни на своё имя. Вариант Липатова выглядел так:
Ты смотришь на меня и руку пожимаешь,

Когда увижу вновь? Быть может, через год…

А может быть, меня совсем (вар.: навек) ты покидаешь…

Ещё один звонок, и поезд отойдёт.

Предутренний туман над нами проплывает,

Над тамбуром горит дорожная звезда.

Кондуктор не спешит — кондуктор понимает,

Что с милым другом я прощаюсь навсегда!

Запомню навсегда, что ты тогда сказала,

Улыбку милых губ, ресниц твоих полёт.

Ещё один звонок… И смолкнет шум вокзала,

Ещё один звонок — и поезд отойдёт.

Предутренний туман над нами проплывает,

Над тамбуром горит дорожная звезда.

Кондуктор не спешит — кондуктор понимает,

Что с милым другом я прощаюсь навсегда!
По словам Нины Александровны, когда Юрий приезжал в Раненбург (ныне — Чаплыгин), его действительно встречали сиреневые туманы, а когда он уезжал, его провожали полночные звёзды. Согласно этой версии, в песне Липатов хотел показать свои впечатления от встречи с Ниной и то, что переживал во время прощания с ней. Сам Юрий Липатов умер в 1986 году. В 1993 году мать Липатова, случайно услышав песню, подтвердила, что это песня её сына, которую он посвятил Нине Глуховой.
По воспоминаниям журналистки, редактора и переводчицы Шуламит Шалит, песня изначально называлась «Экспресс времён», и написал её поэт и переводчик Михаил Ландман в 1951 году в соавторстве с Михаилом Ярмушем. В самиздатском сборнике 1961 года «Пять девчат о любви поют», составленном Шуламит Шалит, текст песни «Экспресс времён» выглядит так:
Экспресс времён пришёл на первую платформу.

Я взял себе билет до станции «Забудь».

Чудесный мой состав бесплотен и бесформен,

Крушенью не бывать, спокоен долгий путь.

Сиреневый туман над нами проплывает.

Над тамбуром горит зелёная звезда.

Кондуктор не спешит, кондуктор понимает,

Что с девушкою я прощаюсь навсегда.

Напомнит стук колёс всё то, что ты сказала,

Что выцвела любовь, как ситцевый платок,

Что ты устала ждать под сводами вокзала,

Где каждый поцелуй — недо́питый глоток.

Сиреневый туман над нами проплывает.

Над тамбуром горит зелёная звезда.

Кондуктор не спешит, кондуктор понимает,

Что с девушкою я прощаюсь навсегда.
Переделанный куплет из песни на украинском языке исполняет Богдан Ступка в роли Остапа Вишни из фильма Из жития Остапа Вишни. В 1942 году в городе Раненбурге работал театр, который возглавляла супруга Остапа Вишни Варвара Маслюченко, в котором некоторое время работал и Юрий Липатов. Остап Вишня в этот период проживал в Раненбурге.

## Факты
- С 7 ноября 1995 по 6 июня 2000 года сначала на ОРТ (до 1997 года), потом на РТР (с 1998 года) выходила музыкально-развлекательная программа «Сиреневый туман», автором и ведущим которой был Владимир Маркин, а соведущими — Сергей Минаев, Михаил Вашуков и Николай Бандурин.
- Один из вариантов песни исполняется Александром Абдуловым в фильме «Сошедшие с небес».
- Украинский перевод песни сделал Владимир Кнырь[укр.][5].
- В фильме «Менялы» песню исполняет Владимир Ильин.